# Nagari Simarasok
Nagari Simarasok is een bestuurslaag in het regentschap Agam van de provincie West-Sumatra, Indonesië. Nagari Simarasok telt 5596 inwoners (volkstelling 2010).